# Ali Raymi
Ali Raymi est un boxeur yéménite né le 7 décembre 1973 à La Mecque en Arabie saoudite, et mort le 23 mai 2015 à Sanaa.

## Carrière
Après une carrière de boxeur amateur ponctuée de 117 victoires en 119 combats,, il passe professionnel en 2011 et réussit la performance de remporter ses 21 premiers combats par KO dans le 1er round. Il est resté invaincu en 25 combats.
Ali Raymi était par ailleurs colonel de l'armée yéménite. Il meurt alors en combat lors de la guerre civile yéménite.